# Карл Хартман
Карл Хартман (енг. Carl Gottfried Hartman Рајнбек, Ајова, 3. јун 1879 — 3. јун 1968) био је амерички ембриолог који се бавио истраживањем репродуктивне физиологијуе опосума и резус мајмуна. Прво се бавио проучавањм ембриологије и репродуктивне физиологије код опосума када се мало знало о овом сисару. Да би могао да се бави овим истраживањем Хартман је изабрао Тексас у коме су опосуми били једини торбари који у великом броју живи у Северној Америци. Женка опосума рађа своје феталне опосуме у својој торбици, у кој се лако може посматрати њихов развој. Након тринаест година проучавања опосума, Хартман је истраживао репродуктивну физиологију резус мајмуна, такође познатих као макаки мајмуни. Ово истраживање довело је до открића када долази до овулације, као и њеног односа са људским менструалним циклусом. Каснија истраживања у области научних метода контроле рађања у великој мери су се ослањала на Хартманова открића о репродукцији примата и људи.

## Живот и каријера
Рођен је у Рајнбеку, Ајова, као једно од шесторо браће и сестара, од оца који се бавио медицином као сеоски лекар и локалног парох. 
Карл Хартман је школовање започео на Универзитету у Ајови и на колеџу Вартбург. Након што се породица Хартман преселила у Остин, Тексас, наставио је студитање на Рајнбек, Ајова. Дипломирао је 1902, а магистрирао 1904. године.
Након што је завршио мастер студије, Хартман је четири године радио као надзорник школе Travis County School у Тексасу. Године 1909. преселио се у Хантсвил у Тексасу у коме је предавао биологију на Државном учитељском колеџу Сем Хјустон. 
Године 1919. супио је у брак са Евом Матилдом Ретенмајер и са њом изродио неколико деце. 
На Универзитет Тексаса у Остину вратиом се 1912. године да би предавао зоологију. Истовремено је радио и на свом докторату из ембриологије, који је завршио 1915. године, као прва особа која је стекла докторат на универзитету. На Универзитету у Остину предаво је до 1925. године, када је започео своја истраживања на Карнеги института у Вашингтону у Стритеровој лабораторији.
Из Карнеги института у Вашингтону Хартман је 1941. прешао на Универзитет Илиноис у Чикагу на место  шефа Одсека за зоологију и физиологију.
Након што је напустио Универзитет у Илиноису 1947, придружио се Орто истраживачкој фондацији у Раритану, Њу Џерзи, где је проучавао хормоне и плодност.
Пензионисан је као директор емеритус у Орто истраживачкој фондацији у Раритану 1957. године. Преминуо је 3. јун 1968. године у 89. години живота. 

## Дело

### Истраживања у области репродуктивне физиологије опосума
Хартман је прво почео да истражује опосуме док је радио и студирао на Универзитету у Остину. Током ових истраживања  проучио је више од хиљаду женки опосума и сакупио неколико хиљада њихових јаја. 
Због недостатка финансијских средстава, Хартман је сакупљао опосуме у дивљини, смештао их у своју импровизовану лабораторију и тако је могао да их посматра у било којем добу дана. Пошто је опосума било у изобиљу у Тексасу, део животиња је продавао другим истраживачима заинтересованим да их проучавају. Продаја опосума помогла је Хартману да прикупи новац за своја истраживањекојим је прво постави темеље за своја каснија истраживања о физиологији примата и њиховој репродукцији. 
Хартман ће временом консолидовати своја тринаест година дуга истраживања у књизи под насловом Опосуми, објављеним 1952 године. У њој је описао широк спектар открића репродуктивне физиологије опосума.

### Истраживања у области репродуктивне физиологије примата
Хартман се потом заинтересовао за проучавање репродуктивне физиологије примата. Године 1925, док је планирао пут на Филипине да прикупи ембрионе мајмуна за нову истраживачку студију, Џорџ Стритер са Карнеги института у Вашингтону замолио је Хартмана да се пресели у Балтимор, Мериленд и да развије колонију примата у Стритеровој лабораторији што је Хартман и прихватио.
Док је био у Карнеги институту у Вашингтону Хартман је сарађивао са Стритером и истраживачем Честером Хојзером проучавајући ембриологију, физиологију и репродукцију резус мајмуна. До 1927. године, Хартман је тачно забележио трајање трудноће резус мајмуна, нешто што никада раније није постигнуто.
Хартман је временом постао стручњак за држање резус мајмуна, који до тада нису били у великој мери коришћен у научним истраживањима. Пошто је држање мајмуна било неуобичајено, његова колонија примата је променила начин на који су до тада држане лабораторијске животиње. Године 1933. објавио је планове које је смислио за смештај мајмуна у публикацији Карнеги института у Вашингтону, Анатомија резус макакиа. На основу ове публикације Рокфелеров институт је прихватио Хартманове сугестије и промени своју лабораторијску праксу са животињама.

### Истраживања у области хумане репродуктивне физиологије
Много већи значај имало је даље Хартманово истраживање о репродукцији примата. Он је у њему направио читав низ важних открића у вези са репродуктивним циклусима људи и мајмуна. Открио је да људска сперма и јајне ћелије брзо умиру након што се ослободе, а одредио је и брзину кретања сперматозоида унутар женског гениталног тракта. 
На овим истраживањима радио је са Џорџом Конаном на развоју жутог тела, дела јајника који се формира током менструалног циклуса. Открио је да мајмуни и људи крваре када се оплођени ембрион имплантира у зид материце, што је феномен који је тада назван Хартманов знак.
Хартман је одредио и када у менструалном циклусу примата долази до овулације, постављајући научну основу за мерење плодности методом ритма. Супротно једној савременој хипотези, Хартман је потврдио да се овулација не поклапа са менструацијом, што ће касније утицати на научна истраживања о контроли рађања. Његово истраживање га је навело да 1933. објави чланак под насловом „Католички савети о безбедном периоду“, у којем је прегледао два списа римокатоличког свештенства у прилог сигурном периоду — теоријском времену током којег жена, без употребе контрацептива, може да ступи у полни однос без ризика од трудноће.
Хартман је са сардницима објавио низ важних радова док је радио истраживања на Карнеги институту:
- Године 1932. саставио је од својих истраживање примата најсавременију монографију о менструалном циклусу и трудноћи код резус мајмуна.
- Године 1936. објавио је студију „Време овулације код жена: Студија о плодном периоду у менструалном циклусу“, која се бавила људском репродукцијом.
- Године 1941, његове колеге Џорџ Стритер и Честер Хојзер објавиле су своју студију Developmen Horizons, прво комплетно истраживање ембриона примата, користећи Хартманове податке.